# Къща с печка
„Къща с печка“ (на естонски: Talutuba soemüüriga) е картина от естонския художник Карл Парсимаги от 1935 г.
Картината е рисувана с маслени бои върху платно и е с размер 65,5 x 84 cm. Творчеството на художника се различава от художествените течения по това време в Европа, като запазва свой стил. На картината е изобразена изправена жена със скръстени ръце в стая. Част е от колекцията на Художествения музей в Тарту, Естония.